# グランパスくん
グランパスくんは、Jリーグ・名古屋グランパスのマスコットで、シャチをモチーフにしている。なお、グランパスくんの他、グランパスくんの家族のキャラクターも同様に解説する。

## 概要
家族共通して、見た目はデフォルメされたシャチである。
そのキュートなデザイン、並びにスタジアムでの可愛らしい動き（体の構造的に他のマスコットに比べて動きづらいため、うごうごとした非常にユーモラスな動きをする）から、Jリーグのマスコットの中でも人気を誇り、名古屋サポーターのみならず他クラブのサポーターからも愛されるマスコットである。また、グランパスくんのぬいぐるみは、名古屋のファンアイテムの中でも大きな売れ行きを誇る。2009年のACLにおいても、オーストラリア遠征時に相手チームのサポーターから人気を博した。
名古屋サポーターにとどまらない人気の高さから、他クラブ主催のアウェーゲームにも何度かゲスト出演し、他クラブのマスコットと交流を行っている。特に、同じ東海地方のクラブで、グランパスくんと並んで高い人気を誇る清水エスパルスのマスコット・パルちゃんとの親交は深く、オールスターゲームや互いのホームゲームなどでしばしば一緒にイベントを行い、2008年には共著『パルちゃんとグランパスくんのほん。』を出版している。また同じ名古屋を本拠地とするプロ野球中日ドラゴンズのマスコット達との交流も2006年以降行われており、グランパスくん一家がドラゴンズの試合に、ドアラ達がグランパスの試合をそれぞれ相互訪問している（後述）グランパスくん曰くドアラのことを「巨匠」とも呼んでいる。
また、その人気を更に大きくしたのが、中日スポーツweb版における、毎日のコメントである。その日のグランパス関連の記事に、グランパスくんが毎日一言コメントをする、というものだが、その内容は時にマスコットとは思えないほど辛辣で、悪いプレーをした選手への批判を厭わない。またいいプレイをした時は温かく褒め称えたりと、非常にバラエティに富んでおり、マスコットでありながら「グランパスのご意見番」として君臨していた。このコメントコーナーは人気を博し、サポーターから「グランパス師匠」と呼ばれるほどであったが、2007年の中スポのサイトリニューアルにより、現在は行われていない。
2017年シーズンよりオフィシャルのイラストが変更され、着ぐるみに近い姿になっている。

## グランパスファミリー
現在グランパスファミリーは4匹おり、 Jリーグのマスコットの中ではアルビレックス新潟のアルビくん一家（2007年に妻スワンちゃんとの間に三つ子が誕生）に次ぐ大家族である。
- グランパスくん
- グランパコちゃん（妻）
- グランパスくんJr.（息子）
- グララ（娘）

### グランパスくん
- 体色　　黒色
- 身長　　188sm（シャチメートル）
- 体重　　 88sg（シャチグラム）
- 誕生日　10月3日
- 趣味　　スポーツ観戦、旅行
- 直筆サイン　「グ」の最後の払いを極端に伸ばし渦を巻いている。

Jリーグマスコットの中でも数少ない「クラブカラーを身につけていないマスコット」である。2016年頃から中年太りを気にし始め、ダイエットに励む。ビールと若い女の子が大好き。

### グランパコちゃん
- 体色　　黒色
- 身長　　178sm（シャチメートル）
- 体重　　ひみつ
- 誕生日　5月14日
- 続柄　　グランパスくんの妻
- 愛称　　パコちゃん
- エピソード　金シャチ学院大学（金城学院大学のパロディ）卒業のお嬢様。グランパスくんとは大学時代に友達の紹介で知り合い、名古屋港水族館でのデート時にプロポーズされる。

倹約家でしっかり者の母。2016年には単独でデンカビッグスワンスタジアムで行われたアルビレックス新潟戦に遠征した。

### グランパスくんJr.
- 体色　　黒色
- 身長　　168sm（シャチメートル）
- 体重　　 68sg（シャチグラム）
- 誕生日　8月8日
- 続柄　　グランパスくんの息子
- 所属　　グランパスサッカースクール・シャチ校に所属しており、ポジションはゴールキーパー。
- 憧れの選手　　ユース出身の先輩、山口慶（元ジェフ千葉(既に引退)）選手

以前はグランパスくんとほぼ同じ容姿（体躯が両親より若干小さい点と、白目がシャチの模様に合わせて若干怒っている感じのグランパスくんに対して丸くなっている点が異なる）だったが2006年7月下旬から他チームのマスコット同様足のあるスタイルの着ぐるみが新調された。そのスタイルも活かして、選手紹介時に旗を振ったり、GRAPでは、正座をして手をたたくなどの他のファミリーとは違うパフォーマンスができる。ファミリーで唯一ユニフォーム（背番号「758=ナゴヤ」）を着用しているが、そのデザインはレプリカではなくオリジナルのもの。愛称は「ジュニ坊」。父親譲りの女好き。

### グララ
- 体色　　赤色
- 身長／体重　非公開
- 誕生日　3月22日
- 続柄　　グランパスくんの娘
- 趣味　　ダンス
- 好きな食べ物　いちご
- 直筆サイン　「♡」ハートマーク

2003年に誕生した。両親や兄とは違い、赤い色をしている。まつ毛があるのも彼女だけだが、実はつけまつげであることが父親により明かされている。体の色のせいで「実はグランパコちゃんの不倫の子」との噂があるが、実際は不明。

## グランパスファミリーの誕生から現在まで
- 1993年 Jリーグ開幕
- 2003年3月22日（土）19時05分、グランパスくん一家に待望の女の子（第2子）が誕生。名前は公募「1,603件」の中から、特にお父さんのグランパスくんが熟慮の結果、名前を「グララ」とすることに決定。
- 2003年 Jリーグ開幕戦のハーフタイム時、グランパスくん一家が勢揃いし、「グララ命名式」が行われた。
- 2006年4月2日 地元クラブ同士のコラボ企画で互いのマスコットが交流。先日（3月18日）中日のドアラがグランパスのユニフォームを着て、豊田スタジアムへ来てくれたお返しに、グランパスくんファミリー総出でナゴヤドームへ行き、今度はグランパスくんがドラゴンズのユニフォームを着て応援した（この企画は2007年3月18日も継続して行われた）。
- 2006年7月15日（土）、オールスターのマスコット大会において、グランパスくんの名前でグランパスくんJr.が参加していた。
- 2006年7月下旬、グランパスくんJr.が他チームのマスコット同様足のあるスタイルの着ぐるみで新調されるが、今までのデザインと大幅に違ったものになっていた。
- 2007年8月4日、Jリーグオールスターサッカーで「オールスター・マスコットMVP」受賞。
- 2008年4月12日、日本平スタジアムでの対清水エスパルス戦「パルちゃん・こパルちゃんショー」にゲスト出演。
- 2008年7月26日、 等々力陸上競技場での対川崎フロンターレ戦「川崎市制記念試合」の「マスコット全員集合!祭り」にゲスト出演。
- 2008年8月23日、『パルちゃんとグランパスくんのほん。』発売。
- 2011年5月、日本赤十字社愛知県支部の「赤十字親善大使」に就任[4]
- 2011年5月15日、山梨県小瀬スポーツ公園陸上競技場（山梨中銀スタジアム）での対ヴァンフォーレ甲府戦にゲスト出演[5]。
- 2011年7月2日、仙台スタジアム（ユアテックスタジアム仙台）での対ベガルタ仙台戦にゲスト出演[6]。
- 2012年4月7日、J's Goalの企画「サポーター対抗totoリーグ」の賞品としてエンブレム入りの台車が贈られ、この日お披露目[7]。
- 2012年8月25日、 等々力陸上競技場での対川崎フロンターレ戦の「難局物語」というイベントに、ヴァンくん（甲府）、ジェフィ（千葉）とともに招かれ、川崎を再訪[8]。
- 2015年人気の低迷を嘆き、「愛されたいマスコット宣言」をする。
- 2018年2月10日「Jリーグマスコット総選挙2018」にて、初のマスコット王となる[9]。
- 2019年2月16日「Jリーグマスコット総選挙2019」にて、史上初めて2年連続でマスコット王となる[10]。

## その他
在名局製作であることから、名古屋テレビ（メ〜テレ）製作のテレビアニメ『古代王者恐竜キング Dキッズ・アドベンチャー 翼竜伝説』の2008年4月6日放送分（第10話）に、エンディング曲の「フニフニサウルス」の映像の一部に、当選手である吉田麻也と共に登場した。
名古屋港水族館の日記である「カイオーの水族館日記」に2008年7月16日にゲスト出演している。同年10月にはグランパス特別編を行った。同年11月、2009年7月12日にも登場。同年7月22日には、夫に代わりグランパコちゃんが登場している。2010年には「グランパススペシャル」として7月15日から7月26日まで行われた(7月19日、22日、23日は登場なし。また、7月17日、20日、21日、25日は日記そのものが休み)。
JR東海東海道線、名古屋市営地下鉄名城線で車内広告に期間限定で名古屋グランパスの独占広告が掲載されていたことがある。時によっては選手たちのプロフィールに混じってグランパスファミリーの情報も掲載されていた。この時には選手達と同様にグランパスファミリーの貴重な直筆サインも見ることができた。

## 著作
- パルちゃんとグランパスくんのほん。（日刊スポーツ出版社） ISBN 9784817254122